# Бангура, Исмаэль (1994)
Исмаэль Карба Бангура (англ. Karba Ismael Bangoura; род. 8 ноября 1994, Комсар, Боке) — гвинейский футболист, полузащитник итальянского клуба «Овада».

## Биография
Родился в гвинейском городе Комсар, однако футболом начал заниматься в Италии. На молодёжном уровне тренировался в стане «Реал Мирамар», «Интернационале» и «Чезены». На профессиональном уровне дебютировал 18 мая 2013 года в рамках встречи Серии В против «Про Верчелли» (1:1). В сезоне 2014/15 выступал на правах аренды за клуб «Сан-Марино» в Серии С. Следующие два сезона продолжил выступать за клубы Серии С — «Фиделис Андрия» и «Мачератезе».
В январе 2018 года подписал контракт с мальтийской «Мостой». Дебют в чемпионате Мальты для гвинейского футболиста состоялся 25 февраля 2018 года в игре против «Хамрун Спартанс» (0:2). Отыграв в сезоне 2017/18 всего три матча чемпионата, футболист покинул «Мосту». В середине сезона 2019/20 присоединился к «Виртусу», выступающему в чемпионате Сан-Марино. Проведя в сан-маринском чемпионате 5 матчей, Бангура покинул «Виртус» в июле 2020 года.
В дальнейшем выступал за итальянские клубы из низших дивизионов — «Чивитановезе» (2020—2021) и «Овада» (с 2022 года).